# Svrbice
Svrbice (hongrois : Szerbőc) est un village de Slovaquie situé dans la région de Nitra.

## Histoire
Première mention écrite du village en 1268.

## Démographie

### Évolution de la population
| Année:               | 1994. | 2004.    | 2014.   | 2024.   |
| -------------------- | ----- | -------- | ------- | ------- |
| Nombre de personnes: | 232   | 208      | 199     | 194     |
| Différence:          |       | -10,34 % | -4,32 % | -2,51 % |

| Année:               | 2023. | 2024.   |
| -------------------- | ----- | ------- |
| Nombre de personnes: | 192   | 194     |
| Différence:          |       | +1,04 % |